# Dževad Karahasan
Dževad Karahasan (Tomislavgrad, 25 de enero de 1953 - Graz, 19 de mayo de 2023) fue un escritor y dramaturgo bosnio. 

## Biografía
Estudió Literatura Comparada en la Universidad de Sarajevo y se doctoró en Zagreb con una tesis sobre el escritor croata Miroslav Krleža. 
Más tarde fue profesor de Dramaturgia en la Universidad de Sarajevo hasta 1993, momento en el que huyó de la ciudad en mitad del asedio para dar clase en Salzburgo. En su libro 'Sarajevo. Diario de un éxodo', relata los pensamientos y reflexiones que elaboró en el año que vivió el cerco, así como la responsabilidad de la literatura y los escritores en las guerras.
Desde 1993 trabajaba como dramaturgo y escritor para el teatro ARBOS Sociedad Austriaca de Música y Drama, junto con el director Herbert Gantschacher, que en escena obras de teatro y en parte se ha traducido al alemán.

## Premios y distinciones
- Premio Europeo de la Concordia 2004
- Premio Bruno Kreisky 1995 al mejor libro político del año por Sarajevo. Diario de un éxodo
- Premio Europeo de Ensayo Charles Veillon (1994) por Sarajevo. Diario de un éxodo

## Obra traducida al castellano
Ensayos
- Sarajevo: diario de un éxodo, Galaxia Gutenberg 2006

Novelas
- Sara y Serafina, Galaxia Gutenberg 2005
- El ángel extasiada. Viena, Salzburgo y Klagenfurt, Arbos, 2005